# Șchei

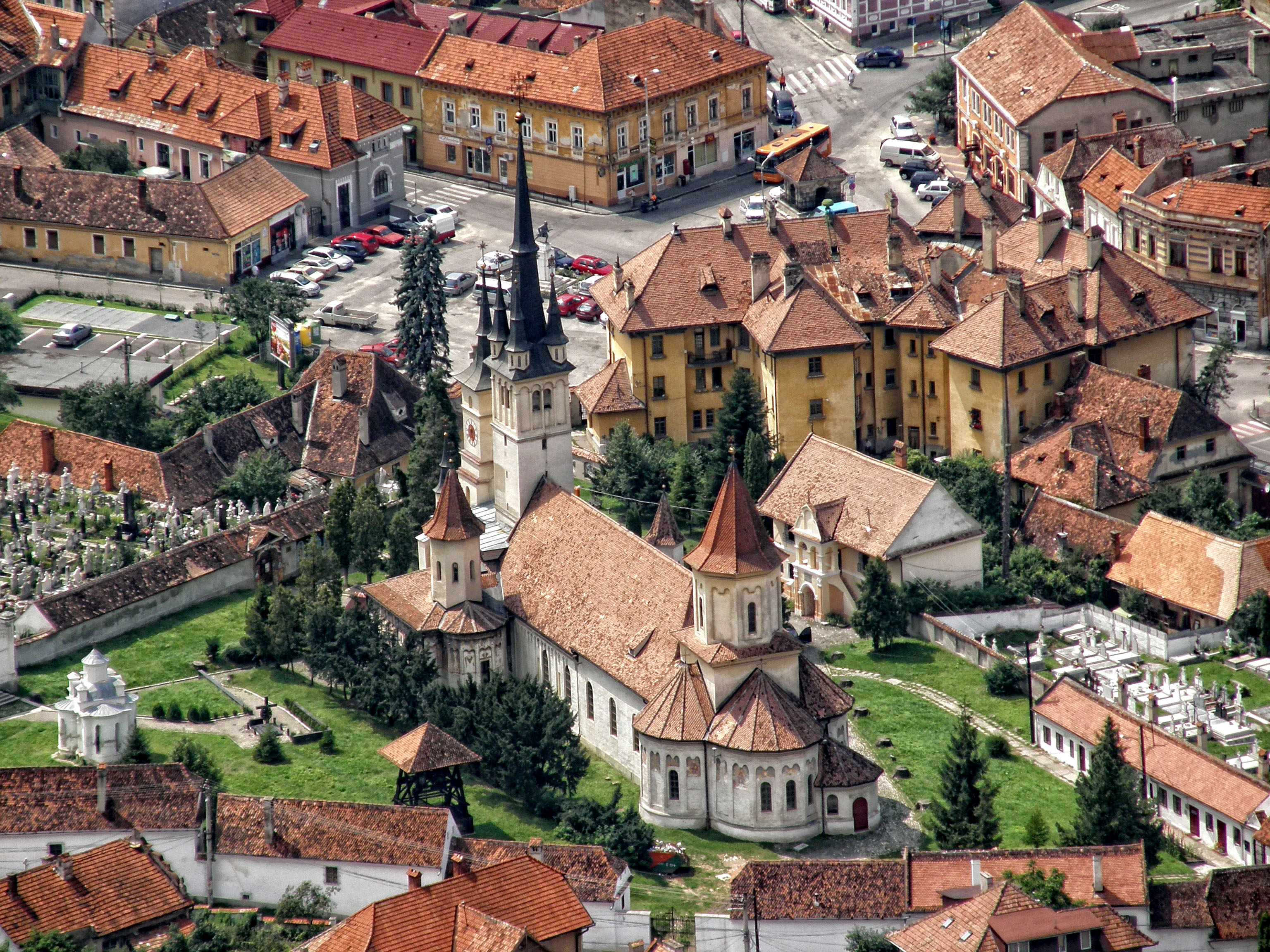
Vista aèria de l'església de Sant Nicolau (Brașov), Șcheii Brașovului.

Șchei (en búlgar: шкеи, shkei) era un antic exònim romanès que feia referència als grups de búlgars, especialment a Transsilvània i al nord de Valàquia. Com a nom, s’ha conservat en els noms de ciutats colonitzades al segle xiv per búlgars, en topònims (Dealu Schiaului a prop de Rășinari), hidrònims (riu Schiau, afluent del riu Argeş), cognoms (Schiau, Șchiau).
Es creu que la paraula deriva del llatí sclavis, una designació popular per als eslaus del sud (búlgars i serbis en particular) que també es va utilitzar en albanès (en la forma shqa i diverses variants dialectals) fins al segle xx.

## Pobles Șchei de Transsilvània
Entre les ciutats o barris que porten aquest rastre d'assentament búlgar, hi ha:
- Șcheii Brașovului a Brașov (hongarès: Bolgárszeg, alemany: Belgerei, nom tradicional romanès: Bulgărimea)
- Cergău Mic al comtat d'Alba (romanès: Cergău Șcheiesc, hongarès: Bolgárcserged)

Altres llocs de Transsilvània que solien estar habitats per diverses onades de búlgars eren Cergău Mare, Bungard, Vințu de Jos, Deva, Rusciori i Râșnov.

## Pobles Șchei de Valàquia i Moldàvia
- Șchei, un barri i antic assentament independent a Câmpulung establert pels búlgars Bogomil.[5]
- Poble de Schiau a la comuna de Bascov, comtat d'Argeș
- Schiau (Urlați) i Schiau (Valea Călugărească) al comtat de Prahova
- Comuna Șcheia, al comtat de Suceava
- Comuna Șcheia, al comtat de Iași
- Poble de Șcheia a la comuna Alexandru Ioan Cuza, comtat de Iași